# گورستان پانتالیکا
گورستان پانتالیکا مجموعه‌ای از گورستان‌ها با مقبره‌های صخره‌ای در جنوب شرقی سیسیل، ایتالیا است. قدمت آن بین قرن‌های ۱۳ تا ۷ قبل از میلاد تخمین زده می‌شود و بیش از ۵۰۰۰ مقبره در آن وجود دارد، اگرچه آخرین تخمین نشان می‌دهد که رقمی کمتر از ۴۰۰۰ قبر است. آنها در اطراف جناحین دماغه بزرگ واقع در محل تلاقی رودخانه آناپو با شاخه آن، کالسینارا، در حدود ۲۳ کیلومتر (۱۴ مایل) شمال غربی سیراکوز قرار دارند. پانتالیکا همراه با شهر سیراکوز در سال ۲۰۰۵ در فهرست میراث جهانی یونسکو قرار گرفت.

## جغرافیا
پانتالیکا بر روی دماغه‌ای آهکی واقع شده که توسط دره‌ای عمیق احاطه شده‌است.

## تاریخ
در قرن سیزدهم قبل از میلاد، برخی از سکونتگاه‌های ساحلی سیسیل، احتمالاً به دلیل ورود سیسل‌ها به جزیره و شروع شرایط نابسامان بیشتر، متروکه شدند.